# Canhoneira (arquitetura)

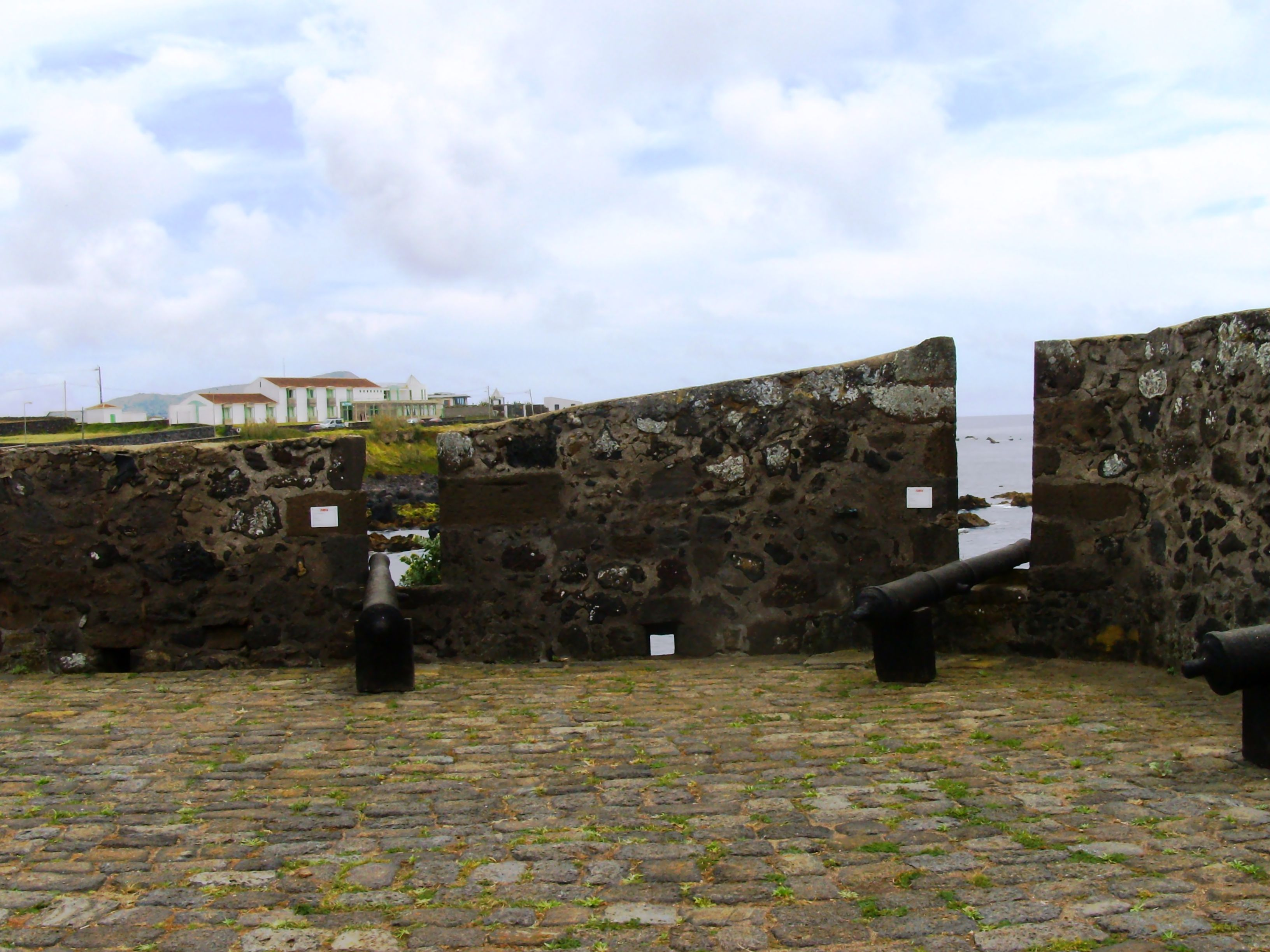
Canhoneiras do Forte do Negrito, em Angra do Heroísmo, Portugal.

Na arquitetura militar, uma canhoneira ou bombardeira é cada uma das aberturas entre os merlões do parapeito de uma fortaleza abaluartada. As canhoneiras serviam, normalmente, para a colocação de canhões, de bombardas ou de outras bocas de fogo.
Também são designadas "canhoneiras", as troneiras de formato retangular abertas no corpo de uma fortaleza, do período de transição entre os castelos medievais e as fortificações renascentistas.